# Starting Over (DISH//の曲)
「Starting Over」（スターティング・オーバー）は、日本のダンスロックバンド・DISH//の12作目のシングル。Sony Recordsから2018年7月11日に発売された。

## 概要
- 前作『勝手にMY SOUL』から約5ヶ月振りのリリース。
- 小林龍二が脱退し、4人体制初のシングル。
- CDは初回生産限定盤A・B・C、通常盤の4形態で発売。
- 表題曲「Starting Over」は、毎日放送・TBS系列アニメ『ゾイドワイルド』オープニングテーマである。
- 初回生産限定盤Aの特典DVDには、「Sa-Ra-Band反省会 〜愛の告白って難しい@'18春ツアー〜」を収録。
- 初回生産限定盤Bの特典DVDには、「Starting Over」のMV & メイキングを収録。
- 初回生産限定盤Cには、フォトブックを封入。
- 2018年10月現在累計で4.9万枚を売り上げており、DISH//のシングルとしては最大の売上を記録している。

## 収録曲

### CD

#### 通常盤・初回生産限定盤B
1. Starting Over
作詞・作曲：新井弘毅　編曲：新井弘毅、トオミヨウ
  - 毎日放送・TBS系列アニメ『ゾイドワイルド』オープニングテーマ
2. That’s My Life
作詞：シライシ紗トリ　作曲：FURUTA、Dr.Lilcom　編曲：松隈ケンタ、豊住サトシ
3. ただ抱きしめる
作詞：藤林聖子　作曲：吉木絵里子　編曲：重永亮介
4. Starting Over -instrumental-
5. That’s My Life -instrumental-
  - 初回生産限定盤Bのみ
6. ただ抱きしめる -instrumental-
  - 初回生産限定盤Bのみ

#### 初回生産限定盤A
1. Starting Over
2. ただ抱きしめる
3. Sa-Ra-Band 〜恋するマーズ〜
作詞・作曲・編曲：新井弘毅
4. Starting Over -instrumental-

#### 初回生産限定盤C
1. Starting Over
2. That's My Life
3. ただ抱きしめる
4. Starting Over -アニメサイズ-
5. Starting Over -instrumental-

### DVD

#### 初回生産限定盤A
- 「Sa-Ra-Band反省会 〜愛の告白って難しい@'18春ツアー〜」

#### 初回生産限定盤B
- 「Starting Over」ミュージックビデオ
- 「Starting Over」メイキング